# Bologna Football Club 1909 2018-2019
Questa voce raccoglie le informazioni riguardanti il Bologna Football Club 1909 nelle competizioni ufficiali della stagione 2018-2019.

## Stagione
Dopo tre anni e mezzo alla guida dei Felsinei, Roberto Donadoni viene esonerato dal club. In sua sostituzione viene ingaggiato Filippo Inzaghi, la cui unica esperienza in panchina di Serie A era stata con il Milan nel campionato 2014-2015 e che decide di optare per un 3-5-2.
La stagione della squadra felsinea inizia con la vittoria per 2-0 e successivo passaggio del terzo turno in Coppa Italia ai danni del Padova. L’esordio in campionato fa registrare invece primati negativi: 396 minuti senza segnare, che diventano 564 se si contano anche quelli della passata stagione; quattro partite senza vittoria, che diventano dieci contando anche quelle del campionato precedente; e solo un punto nelle prime quattro giornate, frutto del pareggio contro il Frosinone, il quale, dato ancora più preoccupante, è l’unico conquistato dai Felsinei nelle ultime otto gare di Serie A. Il trend negativo viene interrotto a fine settembre, quando gli emiliani trovano i primi gol battendo per 2-0 la Roma; l'ultima affermazione interna sui capitolini risaliva al 2004. La squadra si ripete due giornate dopo, quando trionfa per 2-1 sull'Udinese al Dall'Ara e si porta momentaneamente in piena zona salvezza. Nelle giornate seguenti i Petroniani ottengono solamente 6 pareggi e 6 sconfitte. Chiudono il girone di andata al terzultimo posto con 13 punti. L'unico trionfo arriva in Coppa Italia, grazie alla vittoria per 3-0 sul Crotone, che consente l'accesso agli ottavi di finale.
All'inizio del girone di ritorno, in chiave gestionale, viene presentato un primo progetto per la ristrutturazione completa dello Stadio Renato Dall'Ara.. Intanto inizia il girone di ritorno con la sfida persa 2-0 contro la Juventus che costa ai Felsinei l'eliminazione agli ottavi di finale dalla Coppa Italia. La settimana successiva ricomincia il campionato e il Bologna ottiene un buon 1-1 a Ferrara contro la SPAL. Il culmine del periodo negativo dei rossoblu arriva nella giornata dopo, nella quale perdono in casa per 4-0 lo scontro salvezza contro il Frosinone, penultimo a pochi punti sotto i rossoblù. Nei giorni successivi verrà comunicato l'esonero di Filippo Inzaghi, che lascerà la panchina a Siniša Mihajlović, al ritorno in Emilia dopo l'esperienza di dieci anni prima nella quale era alla prima stagione da allenatore e fu poi esonerato. Con il tecnico serbo il modulo non è più il precedente, ma diventa un 4-2-3-1 che può mutare in un 4-3-3. 
La prima partita sotto la guida del nuovo allenatore risolleva il morale di giocatori tifosi e società: grazie alla rete di Federico Santander il Bologna si impone per 1-0 a San Siro contro l'Inter, interrompendo il digiuno di vittorie in trasferta che il Bologna possedeva da più di un anno. Nelle successive quattro gare i rossoblù giocano bene, ma ottengono solamente un punto, maturato dal pareggio casalingo contro il Genoa. La partita contro il Cagliari segna la svolta della stagione: a partire da questa, il Bologna vincerà tutte le partite casalinghe in programma, portando a 7 la striscia di vittorie consecutive al Dall’Ara, miglior risultato in Europa a partire da marzo, facendo registrare in ciascuna di esse almeno due reti, fatto mai accaduto nella storia del club. Il pareggio nella penultima giornata per 3-3 allo Stadio Olimpico di Roma contro la Lazio, neo vincitrice della Coppa Italia, si rivelerà fondamentale e sancirà la salvezza matematica per la squadra emiliana. Con la doppietta di Federico Santander e la rete di Blerim Džemaili il Bologna trionfa per 3-2 contro il Napoli secondo in classifica all'ultima giornata e termina il proprio campionato al 10º posto, nella parte sinistra della classifica.
L’impatto positivo del tecnico serbo è testimoniato anche dalla convocazione in nazionale Under-21, in occasione dell’europeo, di Riccardo Orsolini ed Arturo Calabresi.

## Divise e sponsor
Per il diciottesimo anno consecutivo lo sponsor tecnico per la stagione 2018-2019 è Macron. Il main sponsor è LIU•JO; il back sponsor, nonché top partner per il quarto anno consecutivo è Illumia.
La prima divisa si presenta come la classica casacca rossoblù. Rispetto alla stagione precedente i colori vengono scuriti e vengono aggiunte piccole righe verticali rosse e blu — corrispondenti ai pali principali dello stesso colore — per sfumare le colorazioni. I pantaloncini sono bianchi.
La seconda divisa è bianca, presenta strisce orizzontali rosse e blu sulla sommità del petto, che richiama alla stagione 1980-81. I pantaloncini utilizzati principalmente sono quelli blu, i calzettoni, che si alternano tra il principale bianco con inserti rossoblù a un blu con inserti rossi.
La terza divisa fu presentata dopo essere stata scelta attraverso un'iniziativa che consisteva in un sondaggio ufficiale apparso sul sito del Bologna, nel quale venivano proposte quattro diverse colorazioni di possibili terze maglie, e il votante — attraverso il proprio numero di tessera del tifoso — poteva proporne una. Le proposte furono: una maglia blu scura, una grigio chiaro, una nera e una color verde Nettuno, un equivalente del color rame ossidato. I tifosi elessero la maglia blu come vincitrice del sondaggio ed essa divenne la terza maglia ufficiale. La casacca presentava inserti rossi e una patch di notevoli dimensioni del Nettuno stilizzato di argento posizionato nella parte in basso a sinistra del petto. I pantaloncini variano tra blu scuro con inserti rossi, e bianco con inserti rossoblù; i calzettoni durante la stagione hanno assunto due colorazioni diverse: rossi con inserti blu (la principale) e blu con inserti rossi.
La prima divisa da portiere si presenta con un azzurro molto accentuato, tendente al blu Tiffany, che si completa con degli inserti neri; i pantaloncini e calzettoni sono dello stesso colore sempre con inserti neri. La seconda maglia si presenta con un colore a metà strada tra il verde Arlecchino e il lime, sempre con calzettoni e pantaloncini di ugual colore con inserti neri. La terza maglia da portiere viene utilizzata nella 5ª giornata di campionato contro la Roma, senza previa presentazione; presenta lo stesso blu scuro della terza maglia da giocatore, sia nella maglia sia nei pantaloncini e calzettoni, tutti gli inserti sono rossi.
Alla fine del campionato le maglie che saranno più utilizzate saranno quella verde e quella blu scura — la seconda sarà la più utilizzata in casa —, mentre la maglia azzurra — considerata di punta a inizio stagione — verrà usata raramente in trasferta e in sole due occasioni in casa.
| Casa | Trasferta | Terza | 1ª portiere | 2ª portiere | 3ª portiere |

## Organigramma societario
- Chairman: Joey Saputo
- Presidente Onorario: Giuseppe Gazzoni Frascara
- Amministratore delegato: Claudio Fenucci
- Consiglio di amministrazione: Joe Marsilii, Anthony Rizza
- Presidente del Collegio Sindacale: Francesco Catenacci
- Collegio Sindacale: Renato Santini, Massimo Tamburini
- Direttore Amministrazione Finanza e Controllo: Alessandro Gabrieli
- Amministrazione: Annalisa D'Amato, Roberta Dovesi, Marika Gagliardi, Antonella Nicolini

Area organizzativa
- Segretario generale: Luca Befani
- Segretario Sportivo: Daniel Maurizi
- Responsabile Segreteria organizzativa: Federica Orlandi
- Segreteria organizzativa: Paolo Mazzitelli
- Ufficio acquisti: Simona Verdecchia Tovoli
- Gestione personale: Daniela Fortini, Giuseppe Maselli
- Delegato sicurezza: Roberto Tassi
- Vice-Delegato sicurezza: Fabrizio Fieni

- Stadium manager: Mirco Sandoni
- Manutenzione stadio: Azzedine Bouidra
- Custode stadio: Maurizio Savi
- Servizi logistici e trasporti: Gianpaolo Benni, Guido Cassanelli
- Lavanderia: Debora Roncarati, Rita Gandolfi

Area comunicazione
- Responsabile: Carlo Caliceti
- Ufficio stampa sportivo: Federico Frassinella
- Ufficio stampa istituzionale: Gloria Gardini
- Web TV: Claudio Maria Cioffi, Gianluca Ciraolo
- Social Media Officer: Edoardo Collina

Area marketing
- Responsabile: Christoph Winterling
- Head of Sponsorship: Lorenzo Barale
- Sponsorship Sales Manager: Andrea Battacchi
- Hospitality Sales Manager: Enrico Forni
- Head of Merchandising and Licensing: Tommaso Giaretta
- Marketing area: Federica Furlan, Chiara Targa
- Kid's area: Francesca Natali
- Responsabile biglietteria: Massimo Gabrielli
- Call center biglietteria: Valentina Mura, Riccardo Simione
- Centralino: Matteo Molinari, Claudia Magnani

- Direttore sportivo: Riccardo Bigon
- Club manager: Marco Di Vaio
- Responsabile Scouting[N 2]: Marco Zunino
- Allenatore: Filippo Inzaghi, da gennaio Siniša Mihajlović
- Allenatore in seconda: Maurizio D'Angelo, da gennaio Miroslav Tanjga
- Collaboratori tecnici: Duccio Innocenti, da gennaio Renato Baldi, Emilio De Leo, Diego Raimondi
- Preparatore dei portieri: Luca Bucci
- Preparatori atletici: Luca Alimonta, Daniele Cenci, Stefano Pasquali, Nicolò Prandelli, da gennaio Massimiliano Marchesi
- Match analyst: Simone Baggio, da gennaio Davide Lamberti
- Team manager: Tommaso Fini

Area sanitaria
- Responsabile: Gianni Nanni
- Medici sociali: Luca Bini, Giovanbattista Sisca
- Fisioterapisti: Luca Ghelli, Luca Govoni, Carmelo Sposato, Simone Spelorzi

## Rosa
Rosa aggiornata all'11 aprile 2019.
| N. |                       | Ruolo | Calciatore                  |
| -- | --------------------- | ----- | --------------------------- |
| 1  | Brasile (bandiera)    | P     | Angelo da Costa             |
| 3  | Costa Rica (bandiera) | D     | Giancarlo González          |
| 4  | Francia (bandiera)    | D     | Sebastien De Maio           |
| 4  | Brasile (bandiera)    | D     | Lyanco                      |
| 5  | Cile (bandiera)       | C     | Erick Pulgar                |
| 6  | Argentina (bandiera)  | D     | Nehuén Paz                  |
| 7  | Italia (bandiera)     | A     | Riccardo Orsolini           |
| 8  | Ungheria (bandiera)   | C     | Ádám Nagy                   |
| 9  | Paraguay (bandiera)   | A     | Federico Santander          |
| 10 | Italia (bandiera)     | A     | Nicola Sansone              |
| 11 | Rep. Ceca (bandiera)  | C     | Ladislav Krejčí             |
| 14 | Italia (bandiera)     | D     | Federico Mattiello          |
| 15 | Senegal (bandiera)    | D     | Ibrahima Mbaye              |
| 16 | Italia (bandiera)     | C     | Andrea Poli (vice capitano) |
| 17 | Ghana (bandiera)      | C     | Godfred Donsah              |
| 18 | Svezia (bandiera)     | D     | Filip Helander              |

| N. |                        | Ruolo | Calciatore                 |
| -- | ---------------------- | ----- | -------------------------- |
| 19 | Colombia (bandiera)    | A     | Juan Manuel Valencia       |
| 20 | Italia (bandiera)      | C     | Simone Edera               |
| 21 | Italia (bandiera)      | C     | Roberto Soriano            |
| 22 | Italia (bandiera)      | A     | Mattia Destro              |
| 23 | Brasile (bandiera)     | D     | Danilo                     |
| 24 | Argentina (bandiera)   | A     | Rodrigo Palacio            |
| 25 | Italia (bandiera)      | D     | Gabriele Corbo             |
| 28 | Polonia (bandiera)     | P     | Łukasz Skorupski           |
| 29 | Italia (bandiera)      | P     | Antonio Santurro           |
| 30 | Nigeria (bandiera)     | A     | Orji Okwonkwo              |
| 31 | Svizzera (bandiera)    | C     | Blerim Džemaili (capitano) |
| 32 | Svezia (bandiera)      | C     | Mattias Svanberg           |
| 33 | Italia (bandiera)      | D     | Arturo Calabresi           |
| 35 | Paesi Bassi (bandiera) | D     | Mitchell Dijks             |
| 91 | Italia (bandiera)      | A     | Diego Falcinelli           |
| 99 | Brasile (bandiera)     | P     | Caio Vinicius Piraña       |

## Calciomercato

### Sessione estiva(dall'1/7 al 17/8)
Il primo giocatore a essere acquisito è Łukasz Skorupski, che arriva al Bologna grazie allo scambio con la Roma dell'uscente Antonio Mirante. Vi saranno poi gli ingaggi a titolo definitivo di Mitchell Dijks dall'Ajax - primo olandese nella storia del Bologna - Mattias Svanberg dal Malmö FF, Federico Santander dal Copenaghen e, l'acquisto più oneroso di questa sessione (10 milioni di euro), Diego Falcinelli dal Sassuolo; affiancati dai prestiti di Federico Mattiello dall'Atalanta e Danilo dall'Udinese. Nel mercato di uscita vi saranno le importanti cessioni di Simone Verdi, Federico Di Francesco, Adam Masina e Marios Oikonomou oltre ai prestiti di Alex Ferrari, Emil Krafth, Luca Rizzo, Bruno Petković, César Falletti e Felipe Avenatti, e alla rescissione del contratto con conseguente svincolo di Vasilīs Torosidīs.
| Acquisti         | Acquisti             | Acquisti     | Acquisti                                           |
| R.               | Nome                 | da           | Modalità                                           |
| ---------------- | -------------------- | ------------ | -------------------------------------------------- |
| P                | Łukasz Skorupski     | Roma         | definitivo (9 milioni € + 1 milione € di bonus)    |
| D                | Arturo Calabresi     | Roma         | definitivo (0,2 milioni €)                         |
| D                | Gabriele Corbo       | Spezia       | definitivo (1,33 milioni €)                        |
| D                | Mitchell Dijks       | Ajax         | definitivo                                         |
| D                | Federico Mattiello   | Atalanta     | prestito con obbligo di riscatto (3 milioni €)     |
| D                | Danilo               | Udinese      | prestito con obbligo di riscatto (0,415 milioni €) |
| D                | Nehuén Paz           | Lanús        | fine prestito                                      |
| C                | Mattias Svanberg     | Malmö FF     | definitivo (4,5 milioni €)                         |
| A                | Orji Okwonkwo        | Brescia      | fine prestito                                      |
| A                | Federico Santander   | Copenaghen   | definitivo (6,5 milioni €)                         |
| A                | Diego Falcinelli     | Sassuolo     | definitivo (7 milioni €)                           |
| Altre operazioni |                      |              |                                                    |
| R.               | Nome                 | da           | Modalità                                           |
| P                | Caio Vinicius Piraña | Campodarsego | definitivo                                         |
| P                | Fallou Sarr          | Prato        | fine prestito                                      |
| P                | Filippo Perucchini   | Lecce        | fine prestito                                      |
| D                | Deian Boldor         | Verona       | fine prestito                                      |
| D                | Giordano Trovade     | Mosta        | fine prestito                                      |
| D                | Lirim Kastrati       | Roma         | definitivo (0,02 milioni €)                        |
| C                | Filippo Falco        | Pescara      | fine prestito                                      |
| C                | Alessio Militari     | Cesena       | definitivo                                         |
| C                | Luca Rizzo           | Atalanta     | fine prestito                                      |
| C                | Bálint Vécsei        | Lugano       | fine prestito                                      |
| A                | Lorenzo Musto        | Arzachena    | fine prestito                                      |
| A                | Bruno Petković       | Verona       | fine prestito                                      |

| Cessioni         | Cessioni              | Cessioni        | Cessioni                                          |
| R.               | Nome                  | a               | Modalità                                          |
| ---------------- | --------------------- | --------------- | ------------------------------------------------- |
| P                | Antonio Mirante       | Roma            | definitivo (4 milioni €)                          |
| D                | Alessandro Bianconi   | Tuttocuoio      | prestito                                          |
| D                | Marios Oikonomou      | AEK Atene       | prestito con diritto di riscatto (0,7 milioni €)  |
| D                | Emil Krafth           | Amiens          | prestito con diritto di riscatto (2,03 milioni €) |
| D                | Simone Romagnoli      | Empoli          | fine prestito                                     |
| D                | Cheick Keita          | Birmingham      | fine prestito                                     |
| D                | Vasilīs Torosidīs     |                 | svincolato                                        |
| D                | Alex Ferrari          | Sampdoria       | prestito con obbligo di riscatto (3 milioni €)    |
| D                | Adam Masina           | Watford         | definitivo (3,8 milioni €)                        |
| C                | Filippo Falco         | Lecce           | definitivo                                        |
| C                | Lorenzo Crisetig      | Frosinone       | prestito con diritto di riscatto                  |
| C                | Kingsley Michael      | Perugia         | prestito                                          |
| C                | César Falletti        | Palermo         | prestito con diritto di riscatto (2,5 milioni €)  |
| C                | Luca Rizzo            | Foggia          | prestito                                          |
| C                | Simone Verdi          | Napoli          | definitivo (24,5 milioni €)                       |
| A                | Federico Di Francesco | Sassuolo        | definitivo (7 milioni €)                          |
| A                | Bruno Petković        | Dinamo Zagabria | prestito con obbligo di riscatto (0,88 milioni €) |
| A                | Felipe Avenatti       | Kortrijk        | prestito con diritto di riscatto (2,5 milioni €)  |
| Altre operazioni |                       |                 |                                                   |
| R.               | Nome                  | a               | Modalità                                          |
| P                | Fallou Sarr           | Carrarese       | prestito                                          |
| P                | Federico Ravaglia     | Südtirol        | prestito                                          |
| P                | Filippo Perucchini    | Ascoli          | definitivo                                        |
| P                | Lorenzo Bruzzi        | Axys Zola       | prestito                                          |
| P                | Mirko Albertazzi      | Vicenza         | prestito                                          |
| P                | Emanuele Monari       | Sasso Marconi   | definitivo (0,01 milioni €)                       |
| D                | Deian Boldor          | Verona          | definitivo (0,1 milioni €)                        |
| D                | Fabrizio Brignani     | Pisa            | prestito                                          |
| D                | Hamza El Kaouakibi    | Pistoiese       | prestito                                          |
| D                | Giordano Trovade      | Ravenna         | prestito                                          |
| C                | Vincenzo Silvestro    | Mantova         | definitivo                                        |
| A                | Bálint Vécsei         | Lugano          | definitivo                                        |
| A                | Emiliano Pattarello   | Renate          | prestito                                          |
| A                | Andrea Vassallo       | Catania         | prestito                                          |

### Sessione invernale(dal 3/1 al 31/1)
Il mercato di gennaio è mirato a migliorare il prima possibile la situazione di classifica poco tranquilla che sta vivendo la squadra; i primi due acquisti arrivano dopo poco e sono Nicola Sansone dal Villarreal e Roberto Soriano, in quel momento al Torino, ma sempre proprietà degli spagnoli. Il primo viene ingaggiato con la formula del prestito con obbligo di riscatto in caso di salvezza, mentre il secondo con la formula del prestito con diritto di riscatto. Il nuovo allenatore Mihajlović spinge la società a intervenire sul mercato, e a pochi giorni dalla chiusura dello stesso piazza due colpi dal Torino: Lyanco e Simone Edera, tutti e due in prestito. In ultimo vi sarà la cessione di Sebastien De Maio.
| Acquisti         | Acquisti         | Acquisti   | Acquisti                                          |
| R.               | Nome             | da         | Modalità                                          |
| ---------------- | ---------------- | ---------- | ------------------------------------------------- |
| D                | Lyanco           | Torino     | prestito                                          |
| C                | Roberto Soriano  | Villarreal | prestito con diritto di riscatto (8 milioni €)    |
| A                | Simone Edera     | Torino     | prestito                                          |
| A                | Nicola Sansone   | Villarreal | prestito con obbligo di riscatto (8 milioni €)    |
| Altre operazioni |                  |            |                                                   |
| R.               | Nome             | da         | Modalità                                          |
| D                | Davide Dama      | FC Messina | definitivo                                        |
| C                | Andri Baldursson | Breiðablik | prestito con diritto di riscatto (0,05 milioni €) |
| C                | Lorenzo Crisetig | Frosinone  | fine prestito                                     |

| Cessioni         | Cessioni          | Cessioni  | Cessioni                                         |
| R.               | Nome              | a         | Modalità                                         |
| ---------------- | ----------------- | --------- | ------------------------------------------------ |
| D                | Sebastien De Maio | Udinese   | prestito con obbligo di riscatto (1,5 milioni €) |
| Altre operazioni |                   |           |                                                  |
| R.               | Nome              | a         | Modalità                                         |
| D                | Marios Oikonomou  | AEK Atene | definitivo                                       |
| D                | Denis Portanova   | Torino    | definitivo                                       |
| D                | Gianluca Frabotta | Pordenone | prestito                                         |
| C                | Lorenzo Crisetig  | Benevento | prestito con obbligo di riscatto                 |
| C                | Luca Rizzo        | Carpi     | prestito                                         |
| A                | Aaron Tabacchi    | Imolese   | prestito                                         |
| A                | Andrea Vassallo   | Renate    | prestito                                         |

### Operazioni esterne alle sessioni
Successivamente il Bologna perfeziona il mercato anche con le cessioni di Giancarlo González e Orji Okwonkwo.
| Acquisti | Acquisti | Acquisti | Acquisti |
| R.       | Nome     | da       | Modalità |
| -------- | -------- | -------- | -------- |

| Cessioni | Cessioni           | Cessioni        | Cessioni                    |
| R.       | Nome               | a               | Modalità                    |
| -------- | ------------------ | --------------- | --------------------------- |
| D        | Giancarlo González | LA Galaxy       | definitivo (0,93 milioni €) |
| A        | Orji Okwonkwo      | Montréal Impact | prestito                    |

## Risultati

### Serie A

#### Girone di andata
| Arbitro: | Giacomelli (Trieste) |

|  |           |            |
|  | Marcatori | 71’ Kurtić |

| Torino 26 agosto 2018, ore 20:30 CEST 2ª giornata | Frosinone              | 0 – 0 referto | Bologna | Stadio Olimpico Grande Torino (0 spett.)\| Arbitro: \| Manganiello (Pinerolo) \| |
| Arbitro:                                          | Manganiello (Pinerolo) |               |         |                                                                                  |

| Arbitro: | Di Bello (Brindisi) |

|  |           |                                         |
|  | Marcatori | 66’ Nainggolan 82’ Candreva 84’ Perišić |

| Arbitro: | Banti (Livorno) |

|            |           |  |
| Piątek 69’ | Marcatori |  |

| Arbitro: | Massa (Imperia) |

|                             |           |  |
| Mattiello 36’ Santander 59’ | Marcatori |  |

| Arbitro: | Mariani (Aprilia) |

|                        |           |  |
| Dybala 12’ Matuidi 16’ | Marcatori |  |

| Arbitro: | Manganiello (Pinerolo) |

|                            |           |              |
| Santander 42’ Orsolini 82’ | Marcatori | 32’ Pussetto |

| Arbitro: | Pasqua (Tivoli) |

|                              |           |  |
| João Pedro 22’ Pavoletti 68’ | Marcatori |  |

| Arbitro: | Banti (Livorno) |

|                             |           |                             |
| Santander 59’ Calabresi 77’ | Marcatori | 13’ Iago Falque 54’ Baselli |

| Arbitro: | Doveri (Roma) |

|                               |           |                      |
| Marlon 17’ Boateng 85’ (rig.) | Marcatori | 2’ Palacio 56’ Mbaye |

| Arbitro: | La Penna (Roma) |

|          |           |                        |
| Mbaye 3’ | Marcatori | 57’ Mancini 70’ Zapata |

| Arbitro: | Orsato (Schio) |

|                               |           |                           |
| Meggiorini 20’ (rig.) Obi 45’ | Marcatori | 5’ Santander 56’ Orsolini |

| Bologna 25 novembre 2018, ore 15:00 CET 13ª giornata | Bologna             | 0 – 0 referto | Fiorentina | Stadio Renato Dall'Ara (21 241 spett.)\| Arbitro: \| Di Bello (Brindisi) \| |
| Arbitro:                                             | Di Bello (Brindisi) |               |            |                                                                             |

| Arbitro: | Abisso (Palermo) |

|                                             |           |          |
| Praet 10’ Quagliarella 25’, 68’ Ramírez 41’ | Marcatori | 17’ Poli |

| Arbitro: | Valeri (Roma) |

|                          |           |          |
| Caputo 10’ La Gumina 80’ | Marcatori | 41’ Poli |

| Bologna 18 dicembre 2018, ore 20:30 CET 16ª giornata | Bologna          | 0 – 0 referto | Milan | Stadio Renato Dall'Ara (22 214 spett.)\| Arbitro: \| Maresca (Napoli) \| |
| Arbitro:                                             | Maresca (Napoli) |               |       |                                                                          |

| Parma 22 dicembre 2018, ore 15:00 CET 17ª giornata | Parma            | 0 – 0 referto | Bologna | Stadio Ennio Tardini (15 058 spett.)\| Arbitro: \| Abisso (Palermo) \| |
| Arbitro:                                           | Abisso (Palermo) |               |         |                                                                        |

| Arbitro: | Pairetto (Nichelino) |

|  |           |                           |
|  | Marcatori | 30’ Luiz Felipe 89’ Lulić |

| Arbitro: | Calvarese (Teramo) |

|                            |           |                          |
| Milik 16’, 51’ Mertens 88’ | Marcatori | 37’ Santander 80’ Danilo |

#### Girone di ritorno
| Arbitro: | Fabbri (Ravenna) |

|            |           |             |
| Kurtić 64’ | Marcatori | 24’ Palacio |

| Arbitro: | Banti (Livorno) |

|  |           |                                            |
|  | Marcatori | 18’ Ghiglione 21’, 75’ Ciano 52’ Pinamonti |

| Arbitro: | Pasqua (Tivoli) |

|  |           |               |
|  | Marcatori | 33’ Santander |

| Arbitro: | Rocchi (Firenze) |

|            |           |             |
| Destro 17’ | Marcatori | 33’ Lerager |

| Arbitro: | Di Bello (Brindisi) |

|                              |           |             |
| Kolarov 55’ (rig.) Fazio 73’ | Marcatori | 84’ Sansone |

| Arbitro: | Calvarese (Teramo) |

|  |           |            |
|  | Marcatori | 67’ Dybala |

| Arbitro: | Massa (Imperia) |

|                                 |           |             |
| de Paul 25’ (rig.) Pussetto 79’ | Marcatori | 39’ Palacio |

| Arbitro: | Irrati (Pistoia) |

|                               |           |  |
| Pulgar 34’ (rig.) Soriano 77’ | Marcatori |  |

| Arbitro: | Mariani (Aprilia) |

|                           |           |                                         |
| Pulgar 6’ (aut.) Izzo 89’ | Marcatori | 29’ Poli 34’ (rig.) Pulgar 64’ Orsolini |

| Arbitro: | Guida (Torre Annunziata) |

|                                |           |            |
| Pulgar 68’ (rig.) Destro 90+6’ | Marcatori | 90+1’ Boga |

| Arbitro: | Rocchi (Firenze) |

|                                         |           |              |
| Iličić 3’, 5’ Hateboer 9’ D. Zapata 15’ | Marcatori | 54’ Orsolini |

| Arbitro: | Pairetto (Nichelino) |

|                                         |           |  |
| Pulgar 65’ (rig.), 68’ (rig.) Dijks 89’ | Marcatori |  |

| Firenze 14 aprile 2019, ore 15:00 CEST 32ª giornata | Fiorentina           | 0 – 0 referto | Bologna | Stadio Artemio Franchi (29 394 spett.)\| Arbitro: \| Giacomelli (Trieste) \| |
| Arbitro:                                            | Giacomelli (Trieste) |               |         |                                                                              |

| Arbitro: | Mariani (Aprilia) |

|                                            |           |  |
| Tonelli 54’ (aut.) Pulgar 69’ Orsolini 83’ | Marcatori |  |

| Arbitro: | Valeri (Roma) |

|                                        |           |           |
| Soriano 51’ Orsolini 82’ Sansone 90+5’ | Marcatori | 17’ Pajač |

| Arbitro: | Di Bello (Brindisi) |

|                     |           |            |
| Suso 37’ Borini 67’ | Marcatori | 72’ Destro |

| Arbitro: | Pairetto (Nichelino) |

|                                                              |           |             |
| Orsolini 52’ Sepe 59’ (aut.) Lyanco 72’ Sierralta 84’ (aut.) | Marcatori | 81’ Inglese |

| Arbitro: | Pasqua (Tivoli) |

|                                            |           |                                  |
| Correa 13’ Bastos 59’ Milinković-Savić 80’ | Marcatori | 50’ Poli 51’ Destro 63’ Orsolini |

| Arbitro: | Di Paolo (Avezzano) |

|                                 |           |                         |
| Santander 43’, 88’ Džemaili 45’ | Marcatori | 57’ Ghoulam 78’ Mertens |

### Coppa Italia

#### Turni eliminatori
| Arbitro: | Fabbri (Ravenna) |

|                               |           |  |
| Džemaili 70’ (rig.) Dijks 77’ | Marcatori |  |

| Arbitro: | Sacchi (Macerata) |

|                                  |           |  |
| Orsolini 40’, 67’ Falcinelli 56’ | Marcatori |  |

#### Fase a eliminazione diretta
| Arbitro: | La Penna (Roma) |

|  |           |                          |
|  | Marcatori | 9’ Bernardeschi 49’ Kean |

## Statistiche

### Statistiche di squadra
Statistiche aggiornate al 25 maggio 2019.
| Competizione | Punti | In casa | In casa | In casa | In casa | In casa | In casa | In trasferta | In trasferta | In trasferta | In trasferta | In trasferta | In trasferta | Totale | Totale | Totale | Totale | Totale | Totale | DR |
| Competizione | Punti | G       | V       | N       | P       | Gf      | Gs      | G            | V            | N            | P            | Gf           | Gs           | G      | V      | N      | P      | Gf     | Gs     | DR |
| ------------ | ----- | ------- | ------- | ------- | ------- | ------- | ------- | ------------ | ------------ | ------------ | ------------ | ------------ | ------------ | ------ | ------ | ------ | ------ | ------ | ------ | -- |
| Serie A      | 44    | 19      | 9       | 4       | 6       | 29      | 23      | 19           | 2            | 7            | 9            | 20           | 33           | 38     | 11     | 11     | 16     | 48     | 56     | -8 |
| Coppa Italia | -     | 3       | 2       | 0       | 1       | 5       | 2       | 0            | 0            | 0            | 0            | 0            | 0            | 3      | 2      | 0      | 1      | 5      | 2      | +3 |
| Totale       | -     | 21      | 11      | 4       | 7       | 34      | 25      | 19           | 2            | 7            | 9            | 20           | 33           | 41     | 13     | 11     | 17     | 53     | 58     | -5 |

### Andamento in campionato
| Giornata  | 1 | 2  | 3  | 4  | 5  | 6  | 7  | 8  | 9  | 10 | 11 | 12 | 13 | 14 | 15 | 16 | 17 | 18 | 19 | 20 | 21 | 22 | 23 | 24 | 25 | 26 | 27 | 28 | 29 | 30 | 31 | 32 | 33 | 34 | 35 | 36 | 37 | 38 |
| --------- | - | -- | -- | -- | -- | -- | -- | -- | -- | -- | -- | -- | -- | -- | -- | -- | -- | -- | -- | -- | -- | -- | -- | -- | -- | -- | -- | -- | -- | -- | -- | -- | -- | -- | -- | -- | -- | -- |
| Luogo     | C | T  | C  | T  | C  | T  | C  | T  | C  | T  | C  | T  | C  | T  | T  | C  | T  | C  | T  | T  | C  | T  | C  | T  | C  | T  | C  | T  | C  | T  | C  | T  | C  | C  | T  | C  | T  | C  |
| Risultato | P | N  | P  | P  | V  | P  | V  | P  | N  | N  | P  | N  | N  | P  | P  | N  | N  | P  | P  | N  | P  | V  | N  | P  | P  | P  | V  | V  | V  | P  | V  | N  | V  | V  | P  | V  | N  | V  |
| Posizione | 9 | 14 | 17 | 18 | 18 | 18 | 14 | 16 | 17 | 16 | 16 | 16 | 18 | 18 | 18 | 18 | 18 | 18 | 18 | 18 | 18 | 18 | 17 | 18 | 18 | 18 | 18 | 18 | 17 | 18 | 17 | 17 | 15 | 14 | 15 | 13 | 12 | 10 |

Fonte:  Serie A – Classifiche, su sport.sky.it, Sky Sport. URL consultato il 2 luglio 2018 (archiviato dall'url originale l'11 settembre 2014).
Legenda:

Luogo: C = Casa; T = Trasferta. Risultato: V = Vittoria; N = Pareggio; P = Sconfitta.

### Statistiche dei giocatori
Tra parentesi le autoreti.
| Giocatore      | Serie A  | Serie A | Serie A     | Serie A    | Coppa Italia | Coppa Italia | Coppa Italia | Coppa Italia | Totale   | Totale | Totale      | Totale     |
| Giocatore      | Presenze | Reti    | Ammonizioni | Espulsioni | Presenze     | Reti         | Ammonizioni  | Espulsioni   | Presenze | Reti   | Ammonizioni | Espulsioni |
| -------------- | -------- | ------- | ----------- | ---------- | ------------ | ------------ | ------------ | ------------ | -------- | ------ | ----------- | ---------- |
| A. Calabresi   | 18       | 1       | 8           | 0          | 3            | 0            | 0            | 0            | 21       | 1      | 8           | 0          |
| A. Da Costa    | 0        | -0      | 0           | 0          | 2            | -2           | 0            | 0            | 2        | -2     | 0           | 0          |
| M. Destro      | 17       | 4       | 3           | 0          | 1            | 0            | 0            | 0            | 18       | 4      | 3           | 0          |
| S. De Maio     | 6        | 0       | 3           | 0          | 0            | 0            | 0            | 0            | 6        | 0      | 3           | 0          |
| M. Dijks       | 25       | 1       | 5           | 1          | 3            | 1            | 0            | 0            | 28       | 2      | 5           | 1          |
| G. Donsah      | 6        | 0       | 0           | 0          | 1            | 0            | 0            | 0            | 7        | 0      | 0           | 0          |
| B. Dzemaili    | 28       | 1       | 4           | 0          | 2            | 1            | 0            | 0            | 30       | 2      | 4           | 0          |
| D. Falcinelli  | 17       | 0       | 0           | 0          | 2            | 1            | 0            | 0            | 19       | 1      | 0           | 0          |
| G. González    | 12       | 0       | 2           | 0          | 2            | 0            | 0            | 0            | 14       | 0      | 2           | 0          |
| F. Helander    | 20       | 0       | 4           | 1          | 3            | 0            | 0            | 0            | 23       | 0      | 4           | 1          |
| L. Krejci      | 18       | 0       | 2           | 0          | 0            | 0            | 0            | 0            | 18       | 0      | 2           | 0          |
| F. Mattiello   | 17       | 1       | 2           | 1          | 2            | 0            | 0            | 0            | 19       | 1      | 2           | 1          |
| I. Mbaye       | 23       | 2       | 5           | 0          | 2            | 0            | 0            | 0            | 25       | 2      | 5           | 0          |
| A. Nagy        | 14       | 0       | 4           | 1          | 2            | 0            | 0            | 0            | 16       | 0      | 4           | 1          |
| O. Okwonkwo    | 8        | 0       | 2           | 0          | 1            | 0            | 0            | 0            | 9        | 0      | 2           | 0          |
| R. Orsolini    | 35       | 8       | 2           | 0          | 2            | 2            | 0            | 0            | 37       | 10     | 2           | 0          |
| R. Palacio     | 28       | 3       | 6           | 0          | 3            | 0            | 0            | 0            | 31       | 3      | 6           | 0          |
| N. Paz         | 2        | 0       | 0           | 0          | 0            | 0            | 0            | 0            | 2        | 0      | 0           | 0          |
| C. Piraña      | 0        | -0      | 0           | 0          | -            | -            | -            | -            | 0        | -0     | 0           | 0          |
| A. Poli        | 30       | 4       | 5           | 0          | 2            | 0            | 0            | 0            | 32       | 4      | 5           | 0          |
| E. Pulgar      | 28       | 6 (1)   | 6           | 1          | 2            | 0            | 1            | 0            | 30       | 6      | 7           | 1          |
| F. Santander   | 32       | 8       | 5           | 0          | 2            | 0            | 0            | 0            | 34       | 8      | 5           | 0          |
| A. Santurro    | 0        | -0      | 0           | 0          | 0            | -0           | 0            | 0            | 0        | -0     | 0           | 0          |
| L. Skorupski   | 38       | -56     | 1           | 0          | 1            | -0           | 0            | 0            | 39       | -56    | 1           | 0          |
| M. Svanberg    | 23       | 0       | 2           | 0          | 1            | 0            | 0            | 0            | 24       | 0      | 2           | 0          |
| J. M. Valencia | 1        | 0       | 1           | 0          | 0            | 0            | 0            | 0            | 1        | 0      | 1           | 0          |
| Danilo         | 35       | 1       | 4           | 0          | 1            | 0            | 0            | 0            | 36       | 1      | 4           | 0          |
| R. Soriano     | 17       | 2       | 5           | 0          | 1            | 0            | 1            | 0            | 18       | 2      | 6           | 0          |
| N. Sansone     | 15       | 2       | 4           | 1          | 1            | 0            | 0            | 0            | 16       | 2      | 4           | 1          |
| Lyanco         | 13       | 1       | 4           | 1          | -            | -            | -            | -            | 13       | 1      | 4           | 1          |
| S. Edera       | 4        | 0       | 1           | 0          | -            | -            | -            | -            | 4        | 0      | 1           | 0          |
| G. Corbo       | 1        | 0       | 0           | 0          | -            | -            | -            | -            | 1        | 0      | 0           | 0          |

## Giovanili

### Organigramma
- Responsabile: Daniele Corazza
- Segretario Settore Giovanile: Maurizio Rizzi
- Responsabile Scuola Calcio: Valerio Chiatti
- Direttore sportivo Primavera: Riccardo Bigon
- Responsabile scouting: Marco Zunino[N 8]
- Coordinatore preparatori dei portieri: Gianluca Pagliuca

Area tecnica - Primavera
- Allenatore: Emanuele Troise
- Allenatore in seconda: Diego Pérez
- Collaboratore tecnico: Filippo Ceglia
- Team manager: Pierangelo Guadagnini[51]
- Preparatore atletico: Alberto Olianas
- Preparatore portieri: Gianluca Pagliuca
- Medico sociale: Roberto D'Ovidio
- Fisioterapista: Silvio Rossi

- Allenatore: Paolo Magnani
- Allenatore in seconda: Fabio Montebugnoli
- Preparatore Atletico: Mattia Bigi
- Preparatore portieri: Andrea Sentimenti, Filippo Pancaldi
- Fisioterapista: Juan Manuel Parafita

Area tecnica - Under 16
- Allenatore: Denis Biavati
- Allenatore in seconda: Massimo Ventura
- Preparatore atletico: Giuseppe Baglio
- Preparatore portieri: Andrea Sentimenti, Filippo Pancaldi

Area tecnica - Under 15
- Allenatore: Francesco Morara
- Collaboratore tecnico: Matteo Scaglioni
- Preparatore atletico: Lorenzo Pitino
- Preparatore portieri: Oriano Boschin

### Piazzamenti
- Primavera:
  - Campionato: 1º classificato[52]
  - Coppa Italia: primo turno[52]
  - Supercoppa: vincitore[52]
  - Torneo di Viareggio: vincitore[52]
- Under 17: 
  - Campionato: 6º classificato[52]
- Under 16:
  - Campionato: 4º classificato[52]
- Under 15:
  - Campionato: 2º classificato[52]
- Under 13:
  - Campionato: vincitore[52]

### Esplicative
1. ↑  Ridotti a circa 31 000 con l'ausilio di teloni di copertura. I posti sono riestendibili in qualsiasi momento al numero originario
2. ↑  Dal 2019
3. 1 2 3  Ceduto durante la sessione invernale di calciomercato.
4. 1 2 3 4  Acquistato durante la sessione invernale di calciomercato.
5. ↑  Aggregato alla prima squadra dalla formazione Primavera.
6. ↑  Ceduto l'11 aprile
7. ↑  Ceduto il 12 febbraio
8. ↑  Incarico assegnato a stagione già iniziata

### Bibliografiche
1. ↑   Abbonamenti, che successo: 13708 tessere sottoscritte, su bolognafc.it, 19 agosto 2018.
2. ↑   Bologna: cambio al timone, addio Donadoni. È pronto Pippo Inzaghi, su bolognatoday.it, 24 maggio 2018.
3. ↑   Il Bologna dice addio a Donadoni: Filippo Inzaghi il favorito come sostituto, su it.eurosport.com, 24 maggio 2018.
4. ↑   Luigi Polce, Bologna, ecco Inzaghi: Super Pippo torna ad allenare in Serie A, su gazzetta.it, 12 giugno 2018.
5. ↑   Coppa Italia, Bologna-Padova 2-0. Inzaghi: "Esordio emozionante", su bolognatoday.it, 12 agosto 2018.
6. ↑   Davide Stoppini, Serie A, Bologna-Inter 0-3: Nainggolan segna al debutto, poi Candreva e Perisic, in La Gazzetta dello Sport, 1º settembre 2018.
7. 1 2   Luca Bortolotti, L'Inter vola a Bologna nella ripresa: 0-3, in la Repubblica, 1º settembre 2018.
8. ↑   Matteo Dalla Vite, Bologna-Roma 2-0: in gol Mattiello e Santander, in La Gazzetta dello Sport, 23 settembre 2018.
9. ↑   Simone Mininghelli, Nel 2004 l'ultimo successo del Bologna sulla Roma al Dall’Ara, poi 4 pareggi e 5 sconfitte, su zerocinquantuno.it, 21 settembre 2018. URL consultato il 25 settembre 2018 (archiviato dall'url originale il 26 settembre 2018).
10. ↑   Santander e Orsolini, il Bologna ribalta l’Udinese, in Sky Sport. URL consultato il 10 giugno 2019.
11. ↑   Napoli-Bologna 3-2: Milik e Mertens risolvono il rebus rossoblù, in la Repubblica, 29 dicembre 2018. URL consultato il 10 giugno 2019.
12. ↑   Coppa Italia, Bologna-Crotone 3-0: Orsolini regala la Juventus a Inzaghi, in Corriere dello Sport. URL consultato il 10 giugno 2019.
13. ↑   Nuovo Dall’Ara, uno stadio a 5 stelle all’inglese nel centro di Bologna, in Il Sole 24 Ore. URL consultato l'11 giugno 2019.
14. ↑   Bologna-Juventus 0-2, decidono Bernardeschi e Kean, in Corriere dello Sport. URL consultato il 10 giugno 2019.
15. ↑   Kurtic risponde a Palacio: 1-1 tra Spal e Bologna, in Sky Sport. URL consultato il 10 giugno 2019.
16. ↑   Bologna-Frosinone 0-4: tracollo rossoblù, Inzaghi verso l'esonero, in la Repubblica, 27 gennaio 2019. URL consultato il 10 giugno 2019.
17. ↑   Bologna, Mihajlovic è ufficiale. Inzaghi esonerato, in La Gazzetta dello Sport. URL consultato il 10 giugno 2019.
18. ↑   Inter-Bologna 0-1: Santander condanna i nerazzurri, in la Repubblica, 3 febbraio 2019. URL consultato il 10 giugno 2019.
19. ↑   Serie A, Bologna-Genoa 1-1: Destro ritrova il gol, ma non basta, in Corriere dello Sport. URL consultato l'11 giugno 2019.
20. ↑   Pulgar-Soriano: 2-0 del Bologna sul Cagliari, in Sky Sport. URL consultato l'11 giugno 2019.
21. ↑   Bologna, sette vittorie di fila in casa segnando almeno due gol: è record. URL consultato l'11 giugno 2019.
22. ↑   Serie A, Bologna primo nelle ultime 7 giornate, in La Gazzetta dello Sport. URL consultato l'11 giugno 2019.
23. ↑   Bologna-Empoli 3-1: Soriano, Orsolini e Sansone regalano la 'quasi' salvezza ai rossoblù, in la Repubblica, 27 aprile 2019. URL consultato l'11 giugno 2019.
24. ↑   Bologna-Sassuolo 2-1, Destro al 96' regala ai rossoblù tre punti d'oro, in la Repubblica, 31 marzo 2019. URL consultato l'11 giugno 2019.
25. ↑   Giacomo Guizzardi, Torino Bologna 2-3, per i rossoblù è un colpo salvezza, in Il Resto del Carlino. URL consultato l'11 giugno 2019.
26. ↑   Pioggia di gol all'Olimpico: Bologna-Lazio è 3-3, Mihajlovic salvo, in La Gazzetta dello Sport. URL consultato l'11 giugno 2019.
27. ↑   Bologna-Napoli 3-2: Mihajlovic batte Ancelotti, in Corriere dello Sport. URL consultato l'11 giugno 2019.
28. ↑   Il Bologna termina il campionato al 10º posto, su bolognafc.it, 26 maggio 2019. URL consultato l'11 giugno 2019.
29. ↑   Orsolini e Calabresi convocati per la fase finale dell'Europeo U21, su bolognafc.it, 6 giugno 2019. URL consultato l'11 giugno 2019.
30. ↑   Prima Squadra, su bolognafc.it, 1º luglio 2018.
31. ↑   La numerazione delle maglie per la stagione 2018-19, su bolognafc.it, 30 luglio 2018.
32. ↑   Ufficiale: Skorupski passa dalla Roma al Bologna, in Corriere dello Sport. URL consultato il 10 giugno 2019.
33. ↑   Dario Cervellati, Bologna Fc, arriva il difensore olandese Mitchell Dijks, in Il Resto del Carlino. URL consultato il 10 giugno 2019.
34. ↑   Mattias Svanberg al Bologna, su bolognafc.it, 5 luglio 2018. URL consultato il 10 giugno 2019.
35. ↑   Calciomercato Bologna, ufficiale: Santander a titolo definitivo, in Corriere dello Sport. URL consultato il 10 giugno 2019.
36. 1 2   Calciomercato Bologna, ufficiale: preso Falcinelli. Di Francesco al Sassuolo, in Corriere dello Sport. URL consultato il 10 giugno 2019.
37. ↑   Calciomercato Bologna, ufficiale: firma Mattiello, in Corriere dello Sport. URL consultato il 10 giugno 2019.
38. ↑   L'Udinese ha ceduto Danilo al Bologna, in ANSA, 16 agosto 2018. URL consultato il 10 giugno 2019.
39. ↑   Sky Sport, Napoli, ufficiale Verdi. E l'annuncio è virale, in Sky Sport. URL consultato il 10 giugno 2019.
40. ↑   Bologna, Masina al Watford: commovente e amara lettera d'addio, in la Repubblica, 2 luglio 2018. URL consultato il 10 giugno 2019.
41. ↑   Bologna, Ufficiale: Oikonomou all'Aek Atene, in Sport Mediaset. URL consultato il 10 giugno 2019.
42. ↑   Olympiacos: Ufficiale Torosidis, in Sport Mediaset. URL consultato il 10 giugno 2019.
43. ↑   Giacomo Guizzardi, Bologna Fc mercato, Sansone e Soriano. "Ribalteremo la classifica", in Il Resto del Carlino. URL consultato il 10 giugno 2019.
44. ↑   Bologna, ingaggiati Sansone e Soriano, in la Repubblica, 4 gennaio 2019. URL consultato il 10 giugno 2019.
45. ↑   Simone Edera e Lyanco Evangelista al Bologna, su bolognafc.it, 31 gennaio 2019. URL consultato il 10 giugno 2019.
46. ↑   Ufficiale: De Maio all'Udinese fino al 2022, in Sport Mediaset. URL consultato il 10 giugno 2019.
47. ↑   Bologna, Gonzalez ceduto ai Galaxy, in Sky Sport. URL consultato il 10 giugno 2019.
48. ↑   Okwonkwo al Montreal Impact, su bolognafc.it, 12 febbraio 2019. URL consultato il 10 giugno 2019.
49. 1 2 3 4 5 6 7 8 9 10 11 12 13 14 15 16 17 18 19 20 21 22 23 24 25 26 27 28 29 30 31 32 33 34 35 36 37 38   Documentazione, su legaseriea.it.
50. 1 2 3 4 5   Gli staff tecnici delle squadre giovanili, su bolognafc.it.
51. ↑   Il Settore Giovanile rossoblù incontra Papa Francesco, su bolognafc.it, 24 maggio 2019. URL consultato il 9 giugno 2019.
52. 1 2 3 4 5 6 7 8   Settore Giovanile, su Bolognafc. URL consultato il 18 febbraio 2019.